# Alan Dershowitz
Alan Morton Dershowitz ( /ˈdɜrʃəwɪts/; Nueva York, 1 de septiembre de 1938) es un abogado y profesor de derecho estadounidense especializado en el derecho constitucional y penal. Fue profesor en la Escuela de Derecho Harvard entre 1964 y 2013.
Dershowitz es conocido por participar en casos con clientes a menudo impopulares y de gran repercusión. 
En 2009 ganó su decimotercer caso de asesinato o intento de asesinato de los 15 en que participó como abogado defensor. Entre las celebridades que representó se encuentran Mike Tyson, Patty Hearst, Leona Helmsley, Julian Assange y Jim Bakker. Algunas de sus mayores victorias legales incluyen los juicios de Harry Reems en 1976 y Claus von Bülow en 1984, ambos en donde logró revocar los cargos. En 1995 fue consejero del equipo defensor en el caso O. J. Simpson. Igualmente fue parte del equipo defensor de Harvey Weinstein en 2018, y del entonces presidente Donald Trump en su primer proceso de destitución en 2020. En 2006 fue miembro del equipo defensor Jeffrey Epstein y ayudó a negociar un acuerdo de no persecución a su favor. En 2024, expedientes desvelados con testimonios del caso acusaron a Dershowitz de haber mantenido relaciones sexuales con una menor traficada por Epstein «en numerosas ocasiones».
Ideológicamente liberal, es autor de varios libros sobre derecho y política, entre ellos Reversal of Fortune: Inside the von Bülow Case (1985), que fue adaptada al cine como Reversal of Fortune (El misterio von Bülow) (1990) por el director Barbet Schroeder; Chutzpah (1991); Reasonable Doubts: The Criminal Justice System and the O.J. Simpson Case (1996); el bestseller The Case for Israel (2003); Rights From Wrongs: A Secular Theory of the Origins of Rights (2004) and The Case for Peace (2005). Dershowitz es un habitual comentarista del conflicto árabe-israelí.